# Cold Case
Cold Case is een Amerikaanse politieserie van de tv-zender CBS over een team agenten dat, naar aanleiding van nieuw bewijsmateriaal of getuigenverklaringen, oude onopgeloste zaken (cold cases) weer oppakt. De serie is gesitueerd in de stad Philadelphia.
Het programma wordt sedert september 2003 uitgezonden. In Nederland is de serie te zien bij Net5 en in België eerst op 2BE, later op zusterzender VTM en nu op concurrent ZES.
Kenmerkend voor de serie is het gebruik van meerdere acteurs voor dezelfde rol, als deze een grote tijdsperiode bestrijkt. Verder is de muziek altijd uit de tijdsperiode waarin zich de aflevering afspeelt.

## Rolverdeling
| Acteur               | Personage                           | Seizoen | Seizoen | Seizoen | Seizoen | Seizoen | Seizoen | Seizoen | Totaal |
| Acteur               | Personage                           | 1       | 2       | 3       | 4       | 5       | 6       | 7       | Totaal |
| -------------------- | ----------------------------------- | ------- | ------- | ------- | ------- | ------- | ------- | ------- | ------ |
| Kathryn Morris       | Det. Lilly Rush                     | 23 afl. | 23 afl. | 23 afl. | 24 afl. | 18 afl. | 23 afl. | 22 afl. | 156    |
| John Finn            | Lt. John Stillman                   | 23 afl. | 23 afl. | 23 afl. | 24 afl. | 18 afl. | 23 afl. | 22 afl. | 156    |
| Thom Barry           | Det. Will Jeffries                  | 23 afl. | 23 afl. | 23 afl. | 24 afl. | 18 afl. | 23 afl. | 16 afl. | 150    |
| Jeremy Ratchford     | Det. Nick Vera                      | 23 afl. | 23 afl. | 23 afl. | 24 afl. | 18 afl. | 23 afl. | 16 afl. | 150    |
| Danny Pino           | Det. Scotty Valens                  | 17 afl. | 23 afl. | 23 afl. | 24 afl. | 18 afl. | 23 afl. | 22 afl. | 150    |
| Tracie Thoms         | Det. Kat Miller                     |         |         | 15 afl. | 24 afl. | 18 afl. | 23 afl. | 16 afl. | 96     |
| Josh Hopkins         | ADA Jason Kite                      | 8 afl.  | 1 afl.  | 1 afl.  |         |         |         |         | 10     |
| Jonathan LaPaglia    | ADA Curtis Bell                     |         |         |         |         |         | 5 afl.  | 5 afl.  | 10     |
| Susan Chuang         | Dr. Frannie Ching                   | 1 afl.  | 5 afl.  | 2 afl.  | 3 afl.  |         |         |         | 9      |
| Tania Raymonde       | Frankie Rafferty                    |         |         |         |         |         | 8 afl.  |         | 8      |
| Bobby Cannavale      | Det. Eddie Saccardo                 |         |         |         |         | 2 afl.  | 2 afl.  | 3 afl.  | 7      |
| Bonnie Root          | ADA Alexandra Thomas                |         |         |         | 4 afl.  | 2 afl.  |         |         | 6      |
| Doug Spinuzza        | Louie Amante                        | 2 afl.  |         |         | 1 afl.  | 2 afl.  |         | 1 afl.  | 6      |
| Sarah Brown          | Det. Josie Sutton                   |         |         | 5 afl.  |         |         |         |         | 5      |
| Kevin McCorkle       | Det. Gil Sherman                    | 2 afl.  | 2 afl.  | 1 afl.  |         |         |         |         | 5      |
| Keith Szarabajka     | Deputy Commissioner Patrick Doherty |         |         |         |         |         | 2 afl.  | 3 afl.  | 5      |
| Mark Rolston         | Ari Gordon                          |         |         |         |         | 4 afl.  |         |         | 4      |
| Justin Chambers      | Det. Chris Lassing                  | 3 afl.  |         |         |         |         |         |         | 3      |
| Johnny Messner       | Senior SSA Ryan Cavanaugh           |         |         |         |         |         |         | 3 afl.  | 3      |
| Lorenzo James Henrie | jonge Mike Valens                   |         |         |         | 2 afl.  |         |         |         | 2      |
| Ameenah Kaplan       | Leticia Castillo                    | 1 afl.  |         |         |         |         |         |         | 1      |
| Sonya Leslie         | Det. Lennie Desalle                 |         | 1 afl.  |         |         |         |         |         | 1      |
| T.E. Russell         | ADA David Cage                      |         |         | 1 afl.  |         |         |         |         | 1      |